# Roger de Bossost
Roger de Bossost (né à Espénan, décédé en 1646) , seigneur d'Espénan, Lieutenant Général des armées du roi, est un militaire français du XVIIe siècle.

## Biographie
Il a épousé le 20 janvier 1640 Paule d'Astarac-Fontrailles, apparentée aux comtes d'Astarac et aux ducs de Gascogne, dont il eut une fille.
Roger de Bossost a été le commandant du château de Salses durant la brève occupation française entre le siège de 1639 et le siège de 1640.
Il représentait le gouvernement de Louis XIII lors des conversations de Narbonne en juillet 1640 et lors du pacte de Céret en septembre 1640 avec Francesc de Vilaplana, représentant de Pau Claris, le Président de la Généralité de Catalogne, qui ont amené l'aide militaire française au Principat contre Philippe IV d'Espagne. Il a secouru avec Charles de Schomberg la ville d'Ille-sur-Têt qui était assiégée à la fin de 1640.
En décembre  1640, il arrive à Barcelone avec des troupes françaises, ayant été nommé maréchal de camp des forces françaises et catalanes. Il a dirigé la défense de Tarragone, vers où marchaient les troupes castillanes de Pedro Fajardo de Zúñiga y Requesens, le marquis de los Velez, qui avaient déjà pris Tortosa et Cambrils, mais il a négocié la reddition de la cité provocant une indignation populaire à Barcelone. Les catalans ayant décidé d'affronter l'armée castillane à Martorell, Roger de Bossost a changé de route et est retourné avec ses troupes en France, saccageant les villes qu’il trouvait en chemin.
La théorie d'un possible empoisonnement de Pau Claris i Casademunt, qui est mort le 27 février 1641 va circuler dès le premier moment dans une lettre de Roger de Bossost à Armand du Plessis, le Cardinal Richelieu et des recherches modernes ne rejettent pas cette possibilité.
Le Baron d'Espenan a participé le 19 mai 1643 à la Bataille de Rocroi à la tête de l’infanterie française au centre. La cavalerie allemande de Francisco de Melo va l’attaquer de front et par l'arrière et va percer sa position. Le résultat va être une victoire décisive de l’armée française.